# 小行星2483
小行星2483（2483 Guinevere）是一颗围绕太阳公转的小行星。1928年8月17日，馬克斯·沃夫在海德堡发现了此天体。
該小行星以亞瑟王傳說中亞瑟王的妻子桂妮薇儿命名。
这颗小行星的绝对星等为183.2548005986498等。